# Vághidas
Vághidas (1899-ig Isztebnik, szlovákul: Istebnik) Trencsén városrésze Szlovákiában, a Trencséni kerület Trencséni járásában. Lakosainak száma: 1.099 (2006)

## Fekvése
Trencsén központjától északra, a Vág jobb partján fekszik.

## Története
1208-ban „Stipnic” néven említik először. 1245-ben Vassich-folyó, Scindna hely, Debeli erdő, Ztebnuk forrása nevű határhelyeit említik. Lakói egykor mezőgazdasággal, később gyümölcstermesztéssel foglalkoztak. A középkorban a gróf Cseszneky családé volt, de 1679-ben már a nyitrai püspökség birtokolta. Templomát 1789-ben építették.
A 18. század végén Vályi András így ír róla: „ISZTEBNIK. Tót falu Trentsén Várm. földes Ura a’ Nyitrai Püspökség, lakosai katolikusok, fekszik Trentsénhez nem meszsze, Orechonak filiája, földgye termékeny, legelője, fája van, piatzozása közel.”
Fényes Elek 1851-ben kiadott geográfiai szótárában így ír a faluról: „Isztebnik, tót falu, Trencsén vmegyében: 203 kath., 5 zsidó lak. F. u. a nyitrai püspök.”
1883-ban megépült a zsolnai vasútvonal, mely a községet is bekapcsolta a vasúti forgalomba, önálló vasútállomása lett. 1920 előtt Trencsén vármegye Trencséni járásához tartozott.
1960-ban előbb Diósfaluhoz, majd 1972-ben vele együtt Trencsénhez csatolták.

## Népessége
1880-ban 258 lakosából 4 magyar, 25 német és 214 szlovák anyanyelvű volt; ebből 229 római katolikus, 21 izraelita és 8 evangélikus vallású volt.
1890-ben 271 lakosából 6 magyar, 17 német és 246 szlovák anyanyelvű volt; ebből 254 római katolikus, 12 izraelita és 5 evangélikus vallású volt.
1900-ban 370 lakosából 42 magyar, 34 német és 292 szlovák anyanyelvű volt; ebből 352 római katolikus, 13 izraelita és 5 evangélikus vallású volt.
1910-ben 350 lakosából 48 magyar, 9 német és 291 szlovák anyanyelvű volt; ebből 333 római katolikus, 12 izraelita és 5 evangélikus vallású volt.
1921-ben 383 lakosából 14 magyar, 365 csehszlovák és 4 külföldi volt; ebből 366 római katolikus, 1 református, 4 izraelita és 12 evangélikus vallású volt.
1930-ban 450 lakosából 6 magyar, 2 német és 442 csehszlovák volt; ebből 421 római katolikus, 5 izraelita, 22 evangélikus és 2 egyéb vallású volt.

## Nevezetességei
- Római katolikus temploma 1789-ben épült.

## Külső hivatkozások
- A trencsén-diósfalusi plébánia honlapja
- Vághidas Szlovákia térképén

## Lásd még
- Trencsén
- Csákfalva
- Csákháza
- Diósfalu
- Trencsénpüspöki
- Vágapátfalva
- Vágaranyos
- Vágszabolcs